# Sérilhac
Sérilhac (okzitanisch Serelhac) ist eine französische Gemeinde mit 273 Einwohnern (Stand 1. Januar 2022) im Département Corrèze  am westlichen Rand des Zentralmassivs. Die Einwohner nennen sich  Sérilhacois(es).

## Geografie
Tulle, die Präfektur des Départements, liegt ungefähr 30 Kilometer nördlich, Brive-la-Gaillarde etwa 22 Kilometer nordwestlich und Beaulieu-sur-Dordogne rund 19 Kilometer südöstlich. Die Roanne, ein Nebenfluss der Corrèze, verläuft teilweise an der nördlichen Gemeindegrenze,  die Sourdoire, ein Nebenfluss der Dordogne durchquert das Gemeindegebiet Richtung Südost.

### Nachbargemeinden
Nachbargemeinden von Sérilhac sind Beynat im Norden, Le Pescher im Osten und Südosten, Lagleygeolle im Südwesten, im Westen und im Nordwesten.

### Verkehr
Die Anschlussstelle 52 zur Autoroute A20 liegt etwa 24 Kilometer westlich.

## Wappen
Beschreibung: In Gold drei schwarze Raben und im  rechten Obereck auf Gold sechs rote Schrägbalken.

## Bevölkerungsentwicklung
| Jahr      | 1962 | 1968 | 1975 | 1982 | 1990 | 1999 | 2007 | 2018 |
| Einwohner | 412  | 365  | 352  | 308  | 314  | 289  | 291  | 269  |